# 鐵路橋 (里加)

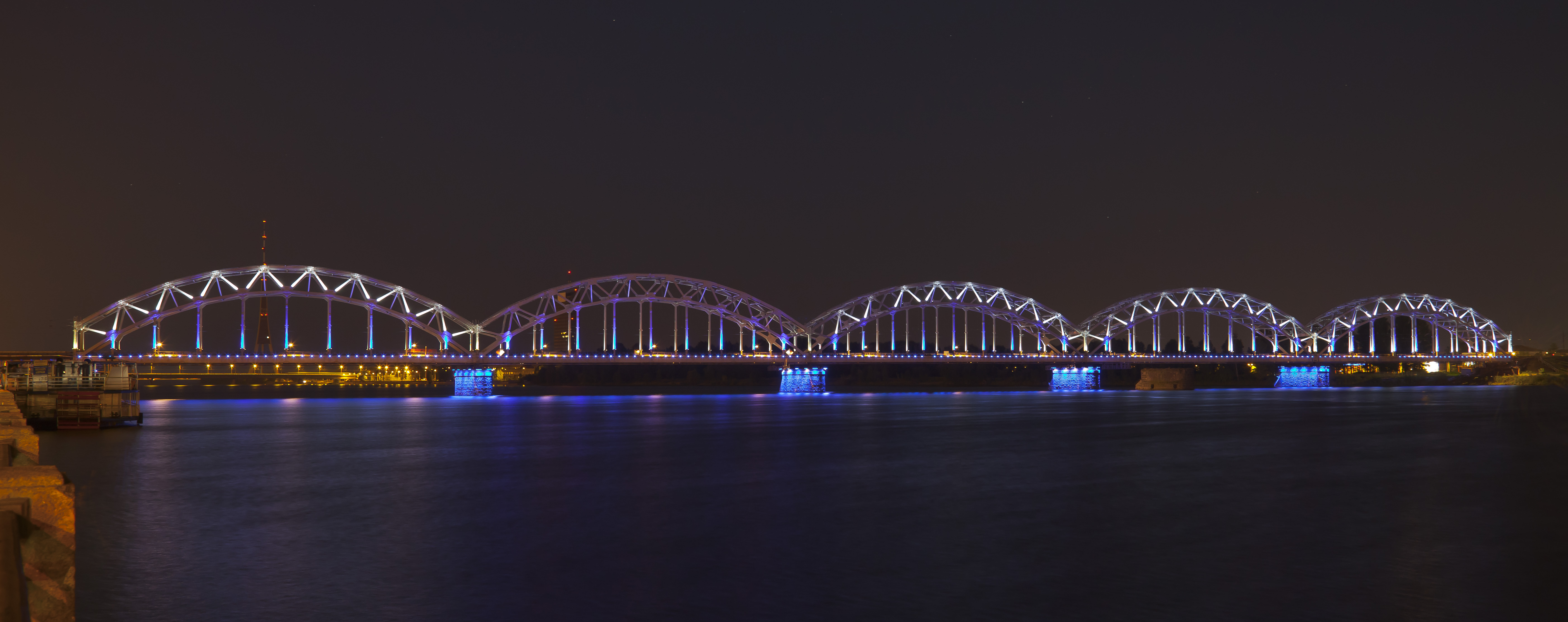
鐵路橋

56°56′32″N 24°06′24″E / 56.9422588°N 24.1067505°E
鐵路橋是拉脫維亞首都里加的一座橋樑，橫跨道加瓦河。現在的鐵路橋修建於1914年，在第一次世界大戰和第二次世界大戰期間，鐵路橋兩次被毀，此後又兩次得到重建。鐵路橋現在是里加唯一的鐵路橋。